# Emese Szabó
Emese Szabó (29 de abril de 1985) es una deportista húngara que compitió en lucha libre. Ganó una medalla de plata en el Campeonato Europeo de Lucha de 2009, en la categoría de 51 kg.

## Palmarés internacional
| Campeonato Europeo | Campeonato Europeo | Campeonato Europeo | Campeonato Europeo |
| Año                | Lugar              | Medalla            | Categoría          |
| ------------------ | ------------------ | ------------------ | ------------------ |
| 2009               | Vilna (Lituania)   | Medalla de plata   | 51 kg              |